# Cazouls-d'Hérault
Cazouls-d'Hérault è un comune francese di 320 abitanti situato nel dipartimento dell'Hérault nella regione dell'Occitania.

## Società

### Evoluzione demografica
Abitanti censiti

## Amministrazione

### Gemellaggi
- Monale, dal 2010[3]